# Harry George Ernest Luchford
Harry George Ernest Luchford (Lucknow, 28 ottobre 1894 – Zonnebeke, 2 dicembre 1917) è stato un aviatore e militare britannico, che come pilota del Royal Flying Corps durante la prima guerra mondiale conseguì 24 vittorie divenendo uno degli assi dell'aviazione britannica.

## Biografia

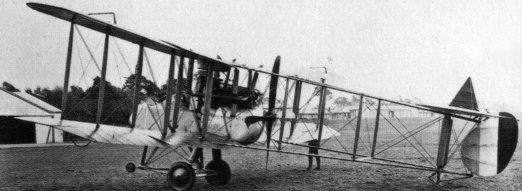
Un Royal Aircraft Factory FE2d.

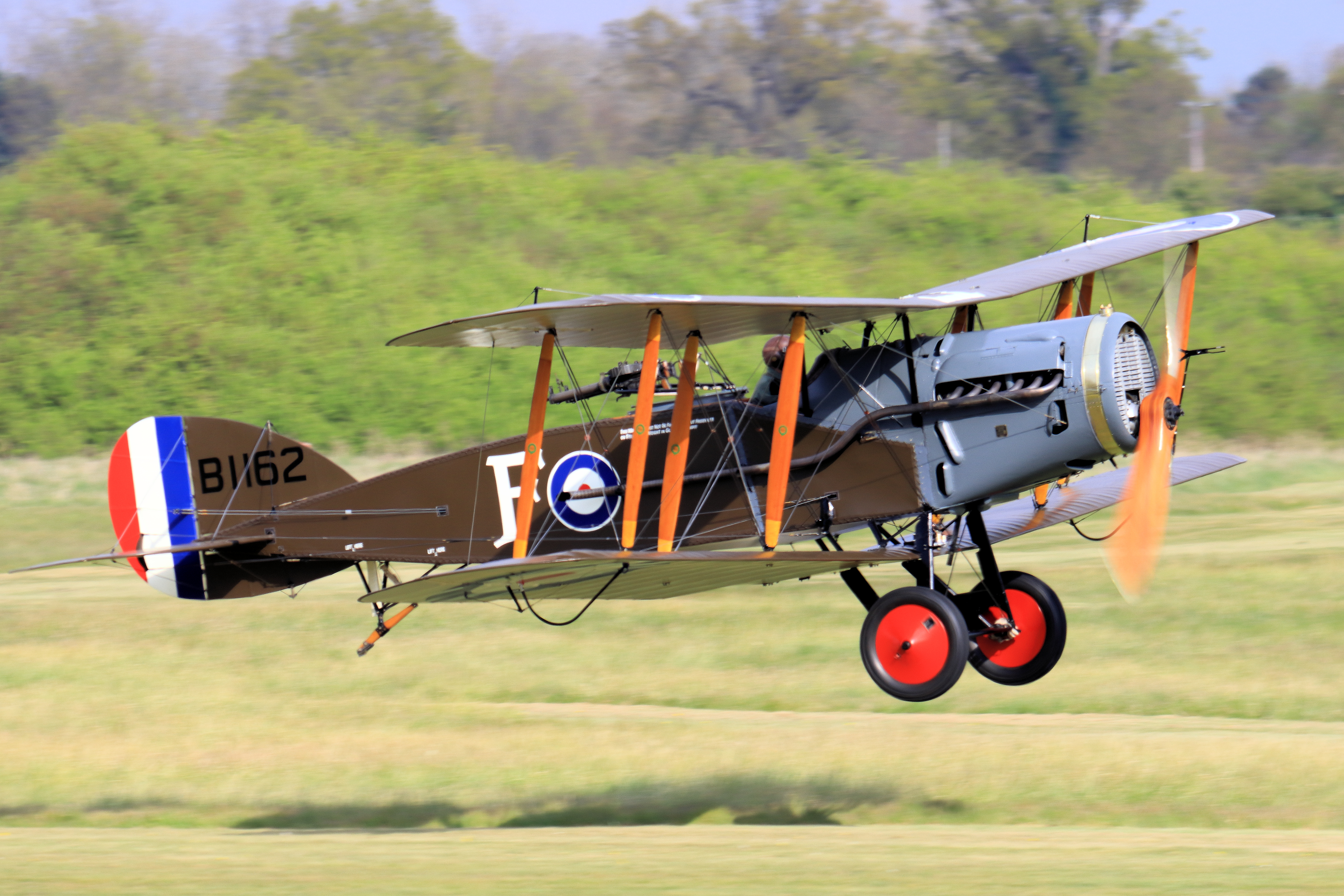
Un Bristol F.2 Fighter della Shuttleworth Collection.

Nacque a Lucknow, India, il 28 ottobre 1894, figlio di George James (1868–1939) e di Helena Elizabeth Hunnisett.
Quando scoppiò la prima guerra mondiale, nell'agosto 1914, egli viveva con la sua famiglia a Bromley, nel Kent, e lavorava come impiegato presso la Martin's Bank, sita in Lombard Street a Londra. Si arruolò quasi immediatamente nel Norfolk Regiment, e fu nominato sottotenente nel Royal Army Service Corps il 26 settembre. Prestò servizio in Francia presso la Divisional Cavalry della 7th (Meerut) Division dal dicembre 1914 al gennaio 1917, ricevendo la promozione a tenente il 1º agosto 1915. Si trasferì quindi al Royal Flying Corps dove ottenne il brevetto di pilota il 19 maggio 1917.
Dal maggio 1917 prestò servizio come pilota con il No.20 Squadron, volando su un Royal Aircraft Factory F.E.2d. Conseguì la sua prima vittoria aerea il 13 giugno, con James Tennant come suo osservatore, abbattendo un caccia Albatros D.III su Houthem.
Il 29 giugno, in uno scontro alle 13:20 con gli aerei tedeschi della Jasta 8, abbatte un Albatros D.III su Zonnebeke. Nel mese di luglio, volando sul F.E.2d, abbatte altri 6 caccia Albatros D.III, uno il 3 luglio su Becelaere, due il 6 luglio su Comines, uno il 17 luglio su Polygon Wood, uno il 21 luglio su Menin, e uno il 27 luglio a nord di Menin. Sempre sul F.E.2d abbatte un Albatros C il giorno 16 agosto su Menin, e un Albatros D.V il giorno 17 su Houthem.
Compiuto la transizione sul Bristol F.2 Fighter, il 9 settembre abbatte un Albatros D.V su Becelaere, l'11 un Albatros D.V a est di Menin, il 21 un Albatros D.V su Becelaere, il 25 un Albatros D.V a est di Gheluvelt, e il giorno 28 due Albastros D.V su Menin. L'11 settembre venne promosso flight commander.
Nel mese di ottobre abbatte ulteriori sette aerei. Il 1 ottobre un Albatros D.V a sud-est di Roulers, l'11 due Albatros D.V su Moorslede, il 17 un Albatros D.V su Dadizeele, il 18 un Albatros D.V su Houthem-Tenbrielen e un DFW C a ovest di Dadizeele. Alle 15:20 del giorno 21 conseguì la ventiquattresima e ultima vittoria a spese di un LVG C abbattuto su Menin.
La sua prima assegnazione della Military Cross è stata pubblicata sulla London Gazzette il 27 ottobre, e la seconda il 26 novembre. Fu ucciso in azione da Walter von Bülow-Bothkamp, dalla Jasta 36, il 2 dicembre 1917, mentre il suo osservatore, capitano J.E. Johnston, rimase ferito e fu fatto prigioniero di guerra.
Il suo necrologio apparve sulla rivista Flight. Non avendo una tomba nota, è commemorato presso l'Arras Flying Services Memorial, e anche al Private Banks Cricket and Athletic Club, Catford.

### Annotazioni
1. ↑  George James (1868–1939) nacque a Rochester, nel Kent, e prestò servizio in India come Garrison Quartermaster Sergeant con il 1st Battalion, East Lancashire Regiment. Lì, a Colaba, nel 1894, sposò Helena Elizabeth Hunnisett (1875–1946), nata a Chatham, nel Kent. La coppia ebbe tre figli Harry George Ernest, nato a Lucknow, poi Leonard Eustace (1896–1974) e Cyril Gordon (1898–1977), entrambi nati a Plumstead. Il tenente Cyril G. Luchford del 14º Battaglione (di servizio) (Pioneer), del Northumberland Fusiliers, ricevette la Military Cross il 1 gennaio 1919.

### Fonti
1. 1 2 3 4 5 6 7 8 9 10  Shores, Franks, Guest 1996, p. 245.
2. 1 2 3 4 5 6 7  The Aerodrome
3. ↑  Guttman 2009, pp. 82-83.
4. ↑  Guttman 2009, p. 89.
5. ↑  (EN) The London Gazette (PDF), n. 30355, 26 ottobre 1917. URL consultato il 12 novembre 2022.
6. ↑  (EN) The London Gazette (PDF), n. 30399, 23 novembre 1917. URL consultato il 12 novembre 2022.
7. ↑  (EN) Casualty Details: Luchford, Harry George Ernest, su Commonwealth War Graves Commission, 2015. URL consultato il 22 novembre 2022.
8. ↑  (EN) Andy Pepper, Luchford, Harry George Ernest, MC*, su Lewisham War Memorials, 2015. URL consultato il 18 maggio 2015.
9. ↑  (EN) The London Gazette (PDF), n. 30583, 15 marzo 1918. URL consultato il 12 novembre 2022.
10. ↑  Guttman 2009, p. 83.
11. ↑  (EN) The London Gazette (PDF), n. 30614, 5 aprile 1918.